# Tapanui
La ville de Tapanui est une localité de la région de Otago dans l’Île du Sud de la Nouvelle-Zélande,

## Situation
Elle est située tout près de la frontière avec la région du Southland.

## Population
Elle avait une population de 744 habitants lors du recensement de 2006 en Nouvelle-Zélande.

## Activités économiques
Il s'agit d'une ville d'activité forestière, qui siège entre le pied la chaîne des Blue Mountains (en) et la rivière Pomahaka.
La chasse à l’approche du cerf et la pêche à la truite sont des activités de loisirs populaires dans cette zone.

## Accès
Pendant plus de 100 ans, la ville fut desservie par la branche de Tapanui (en) du chemin de fer, qui malgré son nom ne s’est jamais réellement terminée dans la ville de Tapanui.
La ligne fut initialement ouverte à la fin des années 1880 et fermée après avoir été endommagée par l’inondation sévère de la région survenue en octobre 1978.

## Éducation
La ville est le siège du Collège de Blue Mountain, qui prend en charge les élèves jusqu’à l’âge de 13 ans.

## Géologie
A proximité se trouve le site de Landslip Hill (en), un site géologique contenant des fossiles.

## Évènement
En 2015, Tapanui a été le lieu de tournage du film Peter et Elliott le dragon (2016) de Walt Disney Pictures, pour lequel, la rue principale et la vieille scierie, ont servi pour représenter leur équivalent dans la ville fictive de Millhaven,.

## Tapanui flu
En Nouvelle-Zélande, le nom de Tapanui est étroitement associé avec la mystérieuse maladie nommée syndrome de fatigue chronique, qui, jusqu’à ce que la maladie fut acceptée, était rapporté dans le surnom de "Tapanui 'flu".
Le médecin, qui le premier documenta la croissance des conditions en Nouvelle-Zélande, Dr Peter Snow (en), était basé dans la ville  , ,.